# Rotondo (Curzola)
Rotondo, Obiak o Obiach (in croato Obljak) è un isolotto della Dalmazia meridionale, in Croazia, adiacente all'isola di Curzola. Amministrativamente appartiene al comune della città di Blatta, nella regione raguseo-narentana.

## Geografia

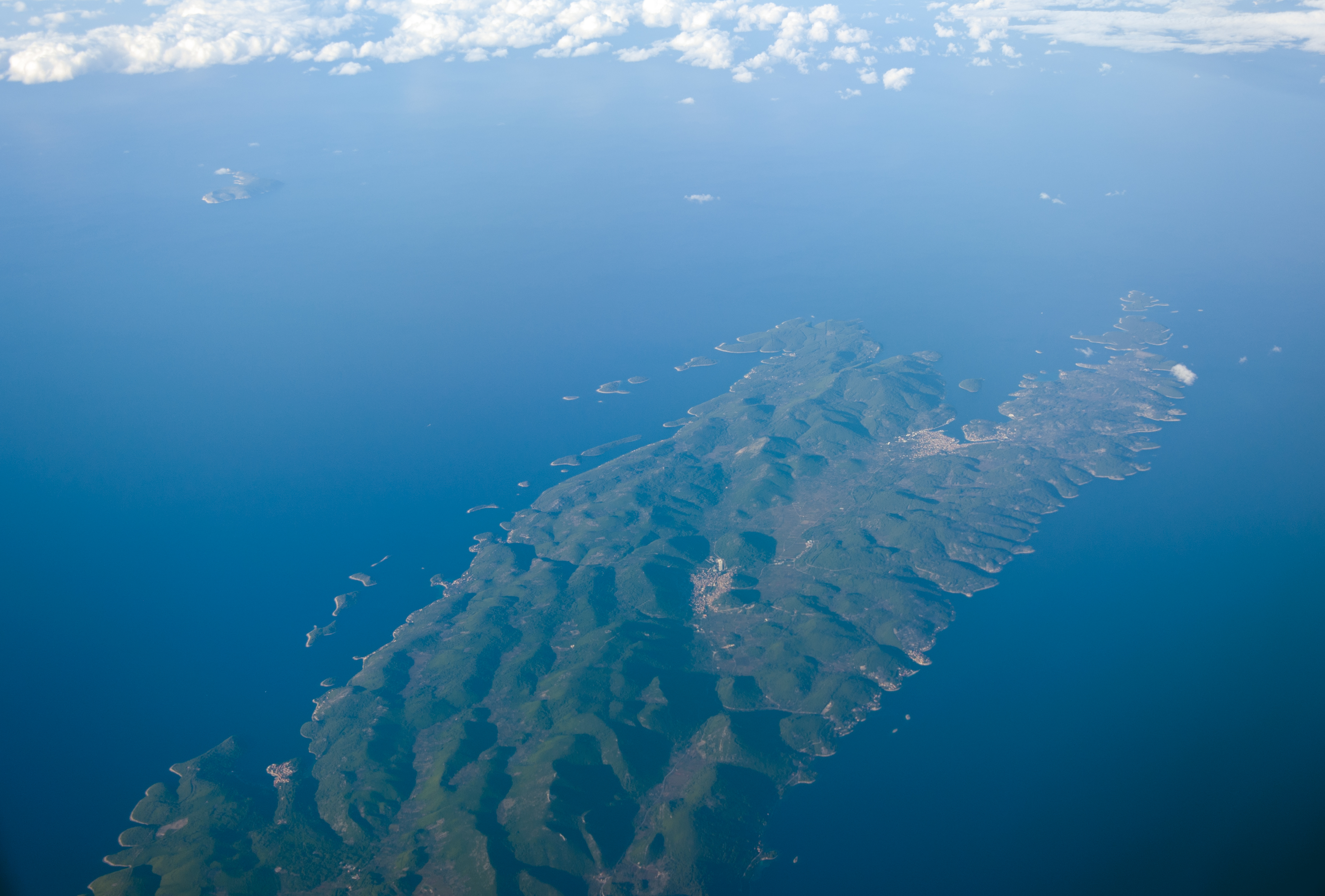
La parte occidentale di Curzola: a sinistra Rotondo tra le isole della costa meridionale.

L'isolotto, di forma arrotondata, si trova vicino alla costa meridionale della parte ovest di Curzola ed è situato a sud-est del tratto di mare racchiuso tra la costa di Curzola e l'isoletta La Lima detto porto Carboni (luka Karbuni), nome che gli deriva dall'estrazione e l'imbarco del carbone. Porto Carboni è protetto da tutti i venti settentrionali, mentre l'isolotto Rotondo e lo scoglio Gobesso lo difendono dallo scirocco. Rotondo si trova a circa a 330 m dalla costa; ha una superficie di 0,031 km², una costa lunga 0,65 km e un'altezza di 42,9 m. 

### Isolotti adiacenti
- La Lima (Zvirinovik), a ovest a 720 m circa[2].
- Scoglio Gobesso[10], Gubisa[4], Gubessa[5][9] o Gubessia[6] (hrid Gubeša), arrotondato, circa 170 m[2] a est di La Lima e 570 m[2] a nord-ovest di Rotondo; ha un'area di 9595 m²[8] e una costa lunga 359 m[8] 42°54′28″N 16°44′32″E.
- Scoglio Dubrovnjak (hrid Dubrovnjak), a est, tra Rotondo e Cossor; ha un'area di 726 m²[8] 42°54′15″N 16°45′19.23″E.
- Cossor[10], Cesto[9], Rosor[4], Cossod[11] o Kossor[5] (Kosor), isolotto di forma allungata 700 m[2] circa a est di Rotondo e a sud-ovest di porto Secco[4][5][9][11] o valle Gherschizza[9] (luka Velika Gršćica); ha una superficie di 0,051 km²[1], una costa lunga 1,24 km[1] e un'altezza di 13,1 m[2] 42°54′10″N 16°45′43″E.
- Un piccolo scoglio senza nome si trova 60 m[2] a nord di Cossor; ha un'area di 974 m²[8] 42°54′13.72″N 16°45′43.95″E.
- Un altro scoglio si trova più a nord, sotto costa (hrid Bad[2]) 42°54′20.51″N 16°45′49.3″E.

### Cartografia
- (HR) Mappa topografica della Croazia 1:25000, su preglednik.arkod.hr. URL consultato il 1º settembre 2017.
- Carta di cabottaggio del mare Adriatico, foglio XI, Milano, Istituto geografico militare, 1822-1824. URL consultato il 1º settembre 2017 (archiviato dall'url originale il 13 aprile 2013).
- G. Giani, Carta prospettiva delle Comuni censuarie della Dalmazia, foglio 11, 1839. Fondo Miscellanea cartografica catastale, Archivio di Stato di Trieste.